# VII Legislatura de la Asamblea Nacional del Poder Popular de Cuba
La VII Legislatura de la Asamblea Nacional del Poder Popular de Cuba estuvo conformada por los diputados miembros de la misma. Inició sus funciones en 2008 y  las concluyó en 2013.
Los diputados fueron elegidos para su cargo en las Elecciones de 2008 por un periodo de cinco años.
La conformación de la VII Legislatura fue la siguiente:

## Diputados
| Provincia           | Municipio              | Diputado                               | Provincia           | Municipio                | Diputado                                |
| ------------------- | ---------------------- | -------------------------------------- | ------------------- | ------------------------ | --------------------------------------- |
| Camagüey            | Céspedes               | Irma Martín Sánchez                    | Holguín             | Holguín                  | Raymundo Mirel Navarro Fernández        |
| Camagüey            | Céspedes               | Ermela Dámasa García Santiago          | Holguín             | Holguín                  | Rogelio Polanco Fuentes                 |
| Camagüey            | Esmeralda              | Nelson Evaristo Iraola Valdés          | Holguín             | Calixto García           | Maritza Regina Morales Leal             |
| Camagüey            | Esmeralda              | Jesús Arturo García Collazo            | Holguín             | Calixto García           | Marieta Cutiño Rodríguez                |
| Camagüey            | Sierra de Cubitas      | Rosa Amelia Font Sánchez               | Holguín             | Calixto García           | Lázaro Barredo Medina                   |
| Camagüey            | Sierra de Cubitas      | Julio César García Rodríguez           | Holguín             | Cacocum                  | Nivian Rodríguez Rodríguez              |
| Camagüey            | Minas                  | Norma Irene Rodríguez Benítez          | Holguín             | Cacocum                  | Glicerio Hernández Batista              |
| Camagüey            | Minas                  | Enrique Carmelo Pérez Medina           | Holguín             | Urbano Noris             | Elia Enriqueta Pupo Maceo               |
| Camagüey            | Nuevitas               | Maritza Brea Guerra                    | Holguín             | Urbano Noris             | Milagro Rodríguez Peña                  |
| Camagüey            | Nuevitas               | Nilo Lázaro Vázquez García             | Holguín             | Cueto                    | Ramona Antonia Vargas Montero           |
| Camagüey            | Guáimaro               | Pedra Esperanza Valdés Pérez           | Holguín             | Cueto                    | Violeta Mesa Castillo                   |
| Camagüey            | Guáimaro               | Estrella Teresa Herrera Isach          | Holguín             | Mayarí                   | Julio César Estupiñán Rodríguez         |
| Camagüey            | Guáimaro               | Rosario del Pilar Pentón Díaz          | Holguín             | Mayarí                   | Alberta Rodríguez Almira                |
| Camagüey            | Sibanicú               | Armando López Montero                  | Holguín             | Mayarí                   | Isidora Gordón Benjamín                 |
| Camagüey            | Sibanicú               | Orlando Montero Carmenates             | Holguín             | Mayarí                   | Pedro José Astraín Rodríguez            |
| Camagüey            | Camagüey               | Enrique Jesús Aguilar Gondar           | Holguín             | Mayarí                   | Nidia Diana Martínez Piti               |
| Camagüey            | Camagüey               | Reynaldo Silvio Palacio Recio          | Holguín             | Frank País               | Luis Felipe Simón Cabreja               |
| Camagüey            | Camagüey               | Andrés Eugenio Morales Leal            | Holguín             | Frank País               | Inés María Chapman Waugh                |
| Camagüey            | Camagüey               | Marcial Alcides Mendoza Ramos          | Holguín             | Sagua de Tánamo          | Benito González Loforte                 |
| Camagüey            | Camagüey               | Teresa Cruz Proenza                    | Holguín             | Sagua de Tánamo          | Vivian Rodríguez Gondín                 |
| Camagüey            | Camagüey               | María Cristina de la Caridad Cruz Peña | Holguín             | Sagua de Tánamo          | Osvaldo Martínez Martínez               |
| Camagüey            | Camagüey               | Migdalia Águila Aróstegui              | Holguín             | Moa                      | Luis Alexis Sanamé Breff                |
| Camagüey            | Camagüey               | Bertha Emilia Felipe Barcen            | Holguín             | Moa                      | Ana Iris Blanco Ochandarena             |
| Camagüey            | Camagüey               | Luis Fernando Ynchausti Rodríguez      | Holguín             | Moa                      | Alberto Cirilo Pantón Grhaum            |
| Camagüey            | Camagüey               | Peter Josué Borges Basulto             | Holguín             | Moa                      | Ángel Antonio Morffi Losada             |
| Camagüey            | Camagüey               | Raida Castañeda Marín                  | Isla de la Juventud | Isla de la Juventud      | Mirta Millán Nieves                     |
| Camagüey            | Camagüey               | Martha Adán Hernández                  | Isla de la Juventud | Isla de la Juventud      | Roberto Francisco Unger Pérez           |
| Camagüey            | Camagüey               | Adalberto Cecilio Álvarez Zayas        | Isla de la Juventud | Isla de la Juventud      | Alexis Leyva Machado                    |
| Camagüey            | Camagüey               | Juan Vela Valdés                       | Isla de la Juventud | Isla de la Juventud      | Ana Isa Delgado Jardines                |
| Camagüey            | Camagüey               | Yipsy Moreno González                  | Artemisa            | Mariel                   | Elda María Fernández Acosta             |
| Camagüey            | Camagüey               | Faure Chomón Mediavilla                | Artemisa            | Mariel                   | Antonio Evidio Hernández López          |
| Camagüey            | Florida                | Olga Lidia Palacio Madrid              | Artemisa            | Guanajay                 | Mayra Concepción Godoy Fariñas          |
| Camagüey            | Florida                | Nieves López Ruiz                      | Artemisa            | Guanajay                 | Carmen Rosa López Rodríguez             |
| Camagüey            | Florida                | Anielka Fernández del Monte            | Artemisa            | Caimito                  | Miguel Enrique Charbonet Martell        |
| Camagüey            | Florida                | Milagros Vallés Silot                  | Artemisa            | Caimito                  | Berta Onelia Mezquía Noa                |
| Camagüey            | Vertientes             | Yodalkis Fajardo Orihuela              | Artemisa            | Bauta                    | Omar Felipe Mauri Sierra                |
| Camagüey            | Vertientes             | José Virgilio Molina Herrera           | Artemisa            | San Antonio de los Baños | Gircia Llanes Morales                   |
| Camagüey            | Vertientes             | Sergio Alberto Valdés Ruiz             | Artemisa            | San Antonio de los Baños | Elsa Rojas Hernández                    |
| Camagüey            | Jimaguayú              | Zulema Viamontes Torres                | Mayabeque           | Bejucal                  | Marta María González Bargo              |
| Camagüey            | Jimaguayú              | Ángel Salvador Morell Castillo         | Mayabeque           | Bejucal                  | Leonardo Cabezas Rodríguez              |
| Camagüey            | Najasa                 | Osmany Delfín López Soto               | Mayabeque           | San José de las Lajas    | Isauro Ismael Montesinos Bernal         |
| Camagüey            | Najasa                 | Elba Martínez Amador                   | Mayabeque           | San José de las Lajas    | Maribel Valle Clara                     |
| Camagüey            | Santa Cruz del Sur     | Carlos Andrés Masíd Castejón           | Mayabeque           | San José de las Lajas    | Jorge Félix Lazo Mesa                   |
| Camagüey            | Santa Cruz del Sur     | Roberto Basulto Baker                  | Mayabeque           | Jaruco                   | Alfredo Pérez Rodríguez                 |
| Camagüey            | Santa Cruz del Sur     | Salvador Antonio Valdés Mesa           | Mayabeque           | Jaruco                   | Tubal Páez Hernández                    |
| Ciego de Ávila      | Chambas                | Adel Pérez Sánchez                     | Mayabeque           | Santa Cruz del Norte     | Evelio Evaristo Hernández Álvarez       |
| Ciego de Ávila      | Chambas                | Julio Martínez Ramírez                 | Mayabeque           | Santa Cruz del Norte     | Miriam Brito Sarroca                    |
| Ciego de Ávila      | Morón                  | Leticia Catalina Pérez Delgado         | Mayabeque           | Madruga                  | José Luis Mederos Peña                  |
| Ciego de Ávila      | Morón                  | Antonio Raunel Hernández Rodríguez     | Mayabeque           | Madruga                  | Nicolás Echeverría Díaz                 |
| Ciego de Ávila      | Morón                  | Mitchell Joseph Valdés Sosa            | Mayabeque           | Nueva Paz                | Emilio Falcón Aguilar                   |
| Ciego de Ávila      | Bolivia                | Arais Miralles Espinosa                | Mayabeque           | Nueva Paz                | José Antonio Carrillo Gómez             |
| Ciego de Ávila      | Bolivia                | Martha Nidia Rodríguez Martínez        | Mayabeque           | San Nicolás              | Valentín Ireneo Duquesne Chávez         |
| Ciego de Ávila      | Primero de Enero       | Tania Correa Lorenzo                   | Mayabeque           | San Nicolás              | Teresa de la Caridad Hernández Morejón  |
| Ciego de Ávila      | Primero de Enero       | Reina Lucía Blanco Báez                | Mayabeque           | Güines                   | Mercedes Caridad Guerra González        |
| Ciego de Ávila      | Ciro Redondo           | María Luisa Cañizares Rodríguez        | Mayabeque           | Güines                   | Armando Remigio Cuéllar Domínguez       |
| Ciego de Ávila      | Ciro Redondo           | Trifina Fernández Mora                 | Mayabeque           | Güines                   | Samuel Rodiles Planas                   |
| Ciego de Ávila      | Florencia              | Pedro Gustavo Galdona Melo             | Mayabeque           | Melena del Sur           | Paula Rita Brito Sánchez                |
| Ciego de Ávila      | Florencia              | Mayelin Ojeda Torres                   | Mayabeque           | Melena del Sur           | Abelardo Álvarez Gil                    |
| Ciego de Ávila      | Majagua                | Nilda Bárbara Rodríguez Castillo       | Mayabeque           | Batabanó                 | Daisys Pedroso Pares                    |
| Ciego de Ávila      | Majagua                | José Ignacio Quiñones Venegas          | Mayabeque           | Batabanó                 | Edel Gómez Gómez                        |
| Ciego de Ávila      | Ciego de Ávila         | Alberto Pastor Fernández Pena          | Mayabeque           | Quivicán                 | Abilio Carlos Piedra Torres             |
| Ciego de Ávila      | Ciego de Ávila         | Raúl Rey Sardiñas Companioni           | Mayabeque           | Quivicán                 | Juan Jorge Castro Ortiz                 |
| Ciego de Ávila      | Ciego de Ávila         | Omar Abreu Valdivia                    | Artemisa            | Güira de Melene          | Nayla Patterson Prieto                  |
| Ciego de Ávila      | Ciego de Ávila         | Jorge Luis Tapia Fonseca               | Artemisa            | Güira de Melene          | Orlando Lugo Fonte                      |
| Ciego de Ávila      | Ciego de Ávila         | Misleydi Abad Modey                    | Artemisa            | Alquízar                 | Raúl de la Rosa González                |
| Ciego de Ávila      | Ciego de Ávila         | Carlos Blanco Sánchez                  | Artemisa            | Alquízar                 | María de los Ángeles Balaguert Díaz     |
| Ciego de Ávila      | Ciego de Ávila         | Héctor Gregorio Rodríguez Almaral      | Artemisa            | Artemisa                 | Caridad Fuentes Rivero                  |
| Ciego de Ávila      | Venezuela              | Mirtha Manzanares Bautista             | Artemisa            | Artemisa                 | Pablo García Morejón                    |
| Ciego de Ávila      | Venezuela              | Verania Felicia Hernández Peláez       | Artemisa            | Artemisa                 | Ulises Guilarte de Nacimiento           |
| Ciego de Ávila      | Baraguá                | Tania Nuez González                    | Artemisa            | Artemisa                 | Ramiro Valdés Menéndez                  |
| Ciego de Ávila      | Baraguá                | Ernesto López Domínguez                | Las Tunas           | Manatí                   | Nidia Dolores Llunch Nápoles            |
| Cienfuegos          | Aguada de Pasajeros    | Caridad Capote Coren                   | Las Tunas           | Manatí                   | Juan Vigó Moracén                       |
| Cienfuegos          | Aguada de Pasajeros    | Julián Álvarez Blanco                  | Las Tunas           | Puerto Padre             | Vitalina Rosa Álvarez Torres            |
| Cienfuegos          | Rodas                  | Jorge Luis Gómez González              | Las Tunas           | Puerto Padre             | Yuneysis Escalona Batista               |
| Cienfuegos          | Rodas                  | Ramón Pez Ferro                        | Las Tunas           | Puerto Padre             | Míriam Agatha Smile Whilby              |
| Cienfuegos          | Palmira                | Teresa Felicia Manso Estévez           | Las Tunas           | Puerto Padre             | Benedicto Peña Guerra                   |
| Cienfuegos          | Palmira                | Liz Belkis Rosabal Ponce               | Las Tunas           | Puerto Padre             | Manuel Menéndez Castellanos             |
| Cienfuegos          | Lajas                  | Juan José Sánchez Pérez                | Las Tunas           | Jesús Menéndez           | Salvador Juan Pupo Leyva                |
| Cienfuegos          | Lajas                  | Alfredo Darío Espinosa Brito           | Las Tunas           | Jesús Menéndez           | Magalys Chacón Gallegos                 |
| Cienfuegos          | Cruces                 | Dagoberto Pérez Almeida                | Las Tunas           | Jesús Menéndez           | Guillermo González Yero                 |
| Cienfuegos          | Cruces                 | Irán Millán Cuétara                    | Las Tunas           | Majibacoa                | José Alberto Girón Zayas                |
| Cienfuegos          | Cumanayagua            | Carlos Curbelo Yánes                   | Las Tunas           | Majibacoa                | José Luis Fernández Yero                |
| Cienfuegos          | Cumanayagua            | Rolando Díaz González                  | Las Tunas           | Las Tunas                | Celia Díaz Cantillo                     |
| Cienfuegos          | Cumanayagua            | Liudmila Álamo Dueñas                  | Las Tunas           | Las Tunas                | Julio César Reyes Rivero                |
| Cienfuegos          | Cienfuegos             | Pablo Ramón Galván Vigo                | Las Tunas           | Las Tunas                | Juan Eliades Ortiz Hechavarría          |
| Cienfuegos          | Cienfuegos             | Gisela María Duarte Vázquez            | Las Tunas           | Las Tunas                | Rubén Darío Palmero Duthil              |
| Cienfuegos          | Cienfuegos             | Danayasi Santana González              | Las Tunas           | Las Tunas                | Maricelys Mallory González Hernández    |
| Cienfuegos          | Cienfuegos             | Alberto Posada Mederos                 | Las Tunas           | Las Tunas                | Jorge Cuevas Ramos                      |
| Cienfuegos          | Cienfuegos             | Roberto Tomás Morales Ojeda            | Las Tunas           | Las Tunas                | Víctor Luis Rodríguez Carballosa        |
| Cienfuegos          | Cienfuegos             | Osvaldo Surí González                  | Las Tunas           | Las Tunas                | Pablo Odén Marichal Rodríguez           |
| Cienfuegos          | Cienfuegos             | Frank Fernández Tamayo                 | Las Tunas           | Las Tunas                | Víctor Fidel Gaute López                |
| Cienfuegos          | Cienfuegos             | Eugenio Luis Mainegra Álvarez          | Las Tunas           | Las Tunas                | Kenia Serrano Puig                      |
| Cienfuegos          | Abreus                 | Clara Luz Mantilla Acea                | Las Tunas           | Jobabo                   | Luz Marda Arrieta Hechavarría           |
| Cienfuegos          | Abreus                 | Isis María Leyva Betancourt            | Las Tunas           | Jobabo                   | Omar Ramadán Reyes                      |
| Ciudad de La Habana | Playa                  | Aymé Blanco Sam                        | Las Tunas           | Colombia                 | Yoslaine Peña Rodríguez                 |
| Ciudad de La Habana | Playa                  | Génesis Izquierdo Montes               | Las Tunas           | Colombia                 | Isis Angelina Diez Duardo               |
| Ciudad de La Habana | Playa                  | Ortelio Bienvenido Martín Tanquero     | Las Tunas           | Amancio Rodríguez        | Roberto Medrano Ledesma                 |
| Ciudad de La Habana | Playa                  | Reina Leticia Veitía Núñez             | Las Tunas           | Amancio Rodríguez        | Juan Rafael Ruiz Pérez                  |
| Ciudad de La Habana | Playa                  | Pedro Sáez Montejo                     | Matanzas            | Matanzas                 | Reynold Miguel Díaz                     |
| Ciudad de La Habana | Playa                  | Concepción Campa Huergo                | Matanzas            | Matanzas                 | Caridad Liliana Vidal Míguez            |
| Ciudad de La Habana | Playa                  | Roberto Fernández Retamar              | Matanzas            | Matanzas                 | Adriana Rodríguez Oviedo                |
| Ciudad de La Habana | Playa                  | Yailén Insúa Alarcón                   | Matanzas            | Matanzas                 | Joaquín Quintas Solás                   |
| Ciudad de La Habana | Plaza de la Revolución | Marta Beatriz D’Alvaré González        | Matanzas            | Matanzas                 | Pedro Ramón Betancourt García           |
| Ciudad de La Habana | Plaza de la Revolución | Teresa Mercedes Cisneros Díaz          | Matanzas            | Matanzas                 | Mirian Yanet Martín González            |
| Ciudad de La Habana | Plaza de la Revolución | Luis Raúl García Calvo                 | Matanzas            | Matanzas                 | María Elena Lacera García               |
| Ciudad de La Habana | Plaza de la Revolución | Adrián Doyle Lorenzo                   | Matanzas            | Cárdenas                 | Ela Clara Valle Rodríguez               |
| Ciudad de La Habana | Plaza de la Revolución | José Luis Toledo Santander             | Matanzas            | Cárdenas                 | Iradia Vega Arrieta                     |
| Ciudad de La Habana | Plaza de la Revolución | Jesús Espinosa Abrahantes              | Matanzas            | Cárdenas                 | Juan Miguel González Quintana           |
| Ciudad de La Habana | Plaza de la Revolución | Ricardo Alarcón de Quesada             | Matanzas            | Cárdenas                 | Yadira García Vera                      |
| Ciudad de La Habana | Centro Habana          | Olivia Teresa González Gay             | Matanzas            | Cárdenas                 | Roberto León Richards Aguiar            |
| Ciudad de La Habana | Centro Habana          | Gilberto Barrial Soto                  | Matanzas            | Cárdenas                 | Sidelsy Súarez Sánchez                  |
| Ciudad de La Habana | Centro Habana          | Isabel Cristina Bandera Nivar          | Matanzas            | Cárdenas                 | Reynaldo Máximo Ruiz González           |
| Ciudad de La Habana | Centro Habana          | Esther Faustina Ramos Remón            | Matanzas            | Martí                    | Fredesvinda Hernández Morales           |
| Ciudad de La Habana | Centro Habana          | Delsa Esther Puebla Viltre             | Matanzas            | Martí                    | Guillermo de la Portilla González       |
| Ciudad de La Habana | Centro Habana          | Leonardo Trácter Jordán                | Matanzas            | Colón                    | Tania León Silveira                     |
| Ciudad de La Habana | Centro Habana          | Luis Morlote Rivas                     | Matanzas            | Colón                    | Regla Alejandrina Ramos Hernández       |
| Ciudad de La Habana | Centro Habana          | Georgina Bonilla Pimentel              | Matanzas            | Colón                    | Nilo Tomás Díaz Fundora                 |
| Ciudad de La Habana | Habana Vieja           | Icela Rodríguez Megret                 | Matanzas            | Colón                    | Álvaro López Miera                      |
| Ciudad de La Habana | Habana Vieja           | Claribel Aguilar Rodríguez             | Matanzas            | Perico                   | Elia Ferrer Silva                       |
| Ciudad de La Habana | Habana Vieja           | Eusebio Leal Spengler                  | Matanzas            | Perico                   | María Mercedes Fagundo Morín            |
| Ciudad de La Habana | Habana Vieja           | Antonio Orestes Castañeda Márquez      | Matanzas            | Jovellanos               | Marta Beatriz Almanza González          |
| Ciudad de La Habana | Habana Vieja           | Carlos Alberto Cremata Malberti        | Matanzas            | Jovellanos               | Lucila María Hernández Toscano          |
| Ciudad de La Habana | Regla                  | Yemel Eduardo García Díaz              | Matanzas            | Jovellanos               | Teresa de la Caridad Rubio Pérez        |
| Ciudad de La Habana | Regla                  | Arelys Santana Bello                   | Matanzas            | Pedro Betancourt         | Magali León González                    |
| Ciudad de La Habana | Habana del Este        | Jacqueline Hernández Magaña            | Matanzas            | Pedro Betancourt         | Alejandrina Mesa Castellín              |
| Ciudad de La Habana | Habana del Este        | Laura Bolívar González                 | Matanzas            | Limonar                  | Yanelis Falcón Guillermo                |
| Ciudad de La Habana | Habana del Este        | Judith Apsara Caballero Báez           | Matanzas            | Limonar                  | Manuel Hernández Valdés                 |
| Ciudad de La Habana | Habana del Este        | Blanca Esther Ballester Santos         | Matanzas            | Unión de Reyes           | Caridad Leonor Ramírez Ojeda            |
| Ciudad de La Habana | Habana del Este        | Ibis Juanes Caballero                  | Matanzas            | Unión de Reyes           | Julio César Gandarilla Bermejo          |
| Ciudad de La Habana | Habana del Este        | Cecilia Valdés Milián                  | Matanzas            | Ciénaga de Zapata        | Diosenis Machado Sánchez                |
| Ciudad de La Habana | Habana del Este        | Aldys Morales Martínez                 | Matanzas            | Ciénaga de Zapata        | Rita Lorena Delgado Martínez            |
| Ciudad de La Habana | Habana del Este        | Hassan Pérez Casabona                  | Matanzas            | Jagüey Grande            | Raúl Edelberto Hernández Galarraga      |
| Ciudad de La Habana | Habana del Este        | Randy Alonso Falcón                    | Matanzas            | Jagüey Grande            | Roger Delgado Hernández                 |
| Ciudad de La Habana | Guanabacoa             | Sarah Esther Pereira Martos            | Matanzas            | Jagüey Grande            | José Ramón Fernández Álvarez            |
| Ciudad de La Habana | Guanabacoa             | Jorge Julián Castro Cisneros           | Matanzas            | Calimete                 | Leyeví Correa Nogueira                  |
| Ciudad de La Habana | Guanabacoa             | José Tamayo Cardet                     | Matanzas            | Calimete                 | Ofelia Mirian Ortega Suárez             |
| Ciudad de La Habana | Guanabacoa             | Miguel Ángel Barnet Lanza              | Matanzas            | Los Arabos               | Ernesto Ruiz Ramos                      |
| Ciudad de La Habana | Guanabacoa             | Enrique Javier Gómez Cabeza            | Matanzas            | Los Arabos               | Jorge Luis Sierra Cruz                  |
| Ciudad de La Habana | San Miguel del Padrón  | Eugenio Fernández Cruz                 | Pinar del Río       | Sandino                  | Bárbaro Osmany Lago Díaz                |
| Ciudad de La Habana | San Miguel del Padrón  | Oscar Delgado Lorenzo                  | Pinar del Río       | Sandino                  | Caridad del Rosario Diego Bello         |
| Ciudad de La Habana | San Miguel del Padrón  | Daymara Ileana Aguilar Sevillano       | Pinar del Río       | Mantua                   | Ana Rosa Hernández Ramos                |
| Ciudad de La Habana | San Miguel del Padrón  | Rafael Luis Iznaga Álvarez             | Pinar del Río       | Mantua                   | Rubén Remigio Ferro                     |
| Ciudad de La Habana | San Miguel del Padrón  | Jorge de la Caridad González Pérez     | Pinar del Río       | Minas de Matahambre      | Iradia Hernández Machín                 |
| Ciudad de La Habana | San Miguel del Padrón  | Leonardo Eugenio Martínez López        | Pinar del Río       | Minas de Matahambre      | Luis Manuel Castañedo Smith             |
| Ciudad de La Habana | San Miguel del Padrón  | Pedro Alcántara Ross Leal              | Pinar del Río       | Viñales                  | Adalbelto Fernández Jiménez             |
| Ciudad de La Habana | San Miguel del Padrón  | Ana Fidelia Quirós Moret               | Pinar del Río       | Viñales                  | Humberto Hernández Martínez             |
| Ciudad de La Habana | 10 de Octubre          | Perfecto Jesús Hernández Montalvo      | Pinar del Río       | La Palma                 | Marlén Pimentel Martínez                |
| Ciudad de La Habana | 10 de Octubre          | Isabel García Góngora                  | Pinar del Río       | La Palma                 | Gladis Martínez Verdecia                |
| Ciudad de La Habana | 10 de Octubre          | Yamilet de la Caridad Romero González  | Artemisa            | Bahía Honda              | María Josefa Otaño Díaz                 |
| Ciudad de La Habana | 10 de Octubre          | Caridad Agustina Campos Gomero         | Artemisa            | Bahía Honda              | Olga Lidia Tapia Iglesias               |
| Ciudad de La Habana | 10 de Octubre          | Daniel Rafuls Pineda                   | Artemisa            | Candelaria               | María de los Ángeles Alonso González    |
| Ciudad de La Habana | 10 de Octubre          | David Lahera Rodríguez                 | Artemisa            | Candelaria               | Ángel López Mirabal                     |
| Ciudad de La Habana | 10 de Octubre          | Yamila Peña Ojeda                      | Artemisa            | San Cristóbal            | Mercedes Rodríguez Seijó                |
| Ciudad de La Habana | 10 de Octubre          | Melba Hernández Rodríguez del Rey      | Artemisa            | San Cristóbal            | Nardo Bobadilla Labrador                |
| Ciudad de La Habana | 10 de Octubre          | Jorge Jesús Gómez Barranco             | Artemisa            | San Cristóbal            | Sarah Yadira Gázquez Camejo             |
| Ciudad de La Habana | 10 de Octubre          | Alfredo Morales Cartaya                | Artemisa            | San Cristóbal            | Jaime Alberto Crombet Hernández-Baquero |
| Ciudad de La Habana | 10 de Octubre          | José Miguel Miyar Barruecos            | Pinar del Río       | Los Palacios             | Gloria Esther Álvarez Morales           |
| Ciudad de La Habana | Cerro                  | Regla Claribel Mezquía Sánchez         | Pinar del Río       | Los Palacios             | Pedro Miguel Pérez Betancourt           |
| Ciudad de La Habana | Cerro                  | Julio Luis Carbonel Valdés             | Pinar del Río       | Consolación del Sur      | José Agustín Amor Rivero                |
| Ciudad de La Habana | Cerro                  | Regla Maidel Pozo García               | Pinar del Río       | Consolación del Sur      | Rosaida Pérez Torres                    |
| Ciudad de La Habana | Cerro                  | Javier Méndez González                 | Pinar del Río       | Consolación del Sur      | Abel Enrique Prieto Jiménez             |
| Ciudad de La Habana | Cerro                  | María Teresa Ferrer Madrazo            | Pinar del Río       | Consolación del Sur      | María del Carmen Concepción González    |
| Ciudad de La Habana | Cerro                  | Elia Rosa Lemus Lago                   | Pinar del Río       | Pinar del Río            | Leonor Lina Placencia Hernández         |
| Ciudad de La Habana | Cerro                  | Magaly Plasencia Reyes                 | Pinar del Río       | Pinar del Río            | María Elena González González           |
| Ciudad de La Habana | Marianao               | Yenielys Vilma Regüeiferos Linares     | Pinar del Río       | Pinar del Río            | Berkys Dianelys González Valdés         |
| Ciudad de La Habana | Marianao               | Mayra Elena Tasé Cruzata               | Pinar del Río       | Pinar del Río            | Manuel Cáceres Fernández                |
| Ciudad de La Habana | Marianao               | Reinaldo Romero Pérez                  | Pinar del Río       | Pinar del Río            | Reinaldo Silva Rojas                    |
| Ciudad de La Habana | Marianao               | Armando Torres Aguirre                 | Pinar del Río       | Pinar del Río            | Carmen Rosa Montaño Rodríguez           |
| Ciudad de La Habana | Marianao               | Gretel Rafuls Trujillo                 |                     |                          |                                         |
| Ciudad de La Habana | Marianao               | Raúl Suárez Ramos                      |                     |                          |                                         |
| Ciudad de La Habana | La Lisa                | Kirenia Díaz Burke                     |                     |                          |                                         |
| Ciudad de La Habana | La Lisa                | Gudelia Xiomara Díaz Bejerano          |                     |                          |                                         |
| Ciudad de La Habana | La Lisa                | Luis Oscar Sandrino Cantero            |                     |                          |                                         |
| Ciudad de La Habana | La Lisa                | Freddy Fernández Flaquet               |                     |                          |                                         |
| Ciudad de La Habana | La Lisa                | Marta Hernández Romero                 |                     |                          |                                         |
| Ciudad de La Habana | La Lisa                | Carlos Manuel Gutiérrez Calzado        |                     |                          |                                         |
| Ciudad de La Habana | La Lisa                | Marcia Cobas Ruiz                      |                     |                          |                                         |
| Ciudad de La Habana | Boyeros                | Danae Ruiz Jorrín                      |                     |                          |                                         |
| Ciudad de La Habana | Boyeros                | Maura Cristina Casamayor Llinás        |                     |                          |                                         |
| Ciudad de La Habana | Boyeros                | Héctor Eligio Amigo Carcacés           |                     |                          |                                         |
| Ciudad de La Habana | Boyeros                | Dayma Mayelis Beltrán Guisado          |                     |                          |                                         |
| Ciudad de La Habana | Boyeros                | Juan Contino Aslán                     |                     |                          |                                         |
| Ciudad de La Habana | Boyeros                | Rebeca Sonia González Fernández        |                     |                          |                                         |
| Ciudad de La Habana | Boyeros                | Erika Ferrer Hierrezuelo               |                     |                          |                                         |
| Ciudad de La Habana | Boyeros                | José María Rubiera Torres              |                     |                          |                                         |
| Ciudad de La Habana | Boyeros                | Ramón Pardo Guerra                     |                     |                          |                                         |
| Ciudad de La Habana | Arroyo Naranjo         | Emilio Interián Rodríguez              |                     |                          |                                         |
| Ciudad de La Habana | Arroyo Naranjo         | Gerardo Enrique Hernández Suárez       |                     |                          |                                         |
| Ciudad de La Habana | Arroyo Naranjo         | Danis Robin Rivero González            |                     |                          |                                         |
| Ciudad de La Habana | Arroyo Naranjo         | María del Carmen Barroso González      |                     |                          |                                         |
| Ciudad de La Habana | Arroyo Naranjo         | Carlos Liranza García                  |                     |                          |                                         |
| Ciudad de La Habana | Arroyo Naranjo         | Doralys Hernández Cordero              |                     |                          |                                         |
| Ciudad de La Habana | Arroyo Naranjo         | Liliana Esquerra Corripio              |                     |                          |                                         |
| Ciudad de La Habana | Arroyo Naranjo         | Magali Llort Ruiz                      |                     |                          |                                         |
| Ciudad de La Habana | Arroyo Naranjo         | Esteban Lazo Hernández                 |                     |                          |                                         |
| Ciudad de La Habana | Arroyo Naranjo         | Leopoldo Cintra Frías                  |                     |                          |                                         |
| Ciudad de La Habana | Cotorro                | Michel Milán Reyes                     |                     |                          |                                         |
| Ciudad de La Habana | Cotorro                | Olga de la Cruz Reinoso                |                     |                          |                                         |
| Ciudad de La Habana | Cotorro                | Lizette María Vila Noya                |                     |                          |                                         |
| Ciudad de La Habana | Cotorro                | Harry Antonio Villegas Tamayo          |                     |                          |                                         |
| Granma              | Río Cauto              | Reynaldo Montoya Cedeño                |                     |                          |                                         |
| Granma              | Río Cauto              | Mariela González Torres                |                     |                          |                                         |
| Granma              | Cauto Cristo           | Roberto Bazán Osoria                   |                     |                          |                                         |
| Granma              | Cauto Cristo           | Pedro Víctor Simón Rodríguez           |                     |                          |                                         |
| Granma              | Jiguaní                | Rafaela García Leyva                   |                     |                          |                                         |
| Granma              | Jiguaní                | Norvelio Aguilar Zamora                |                     |                          |                                         |
| Granma              | Jiguaní                | Óscar Torres Martínez                  |                     |                          |                                         |
| Granma              | Bayamo                 | Ciro Carmona Flores                    |                     |                          |                                         |
| Granma              | Bayamo                 | Francy Rebeca Garcés García            |                     |                          |                                         |
| Granma              | Bayamo                 | Arturo Pérez Sánchez                   |                     |                          |                                         |
| Granma              | Bayamo                 | Edita Ramírez Carrasco                 |                     |                          |                                         |
| Granma              | Bayamo                 | Luis Manuel Ramírez Villazana          |                     |                          |                                         |
| Granma              | Bayamo                 | Yordanys Charchaval de la Rosa         |                     |                          |                                         |
| Granma              | Bayamo                 | Teobaldo de la Paz Vanega              |                     |                          |                                         |
| Granma              | Bayamo                 | Ramón Osmani Aguilar Betancourt        |                     |                          |                                         |
| Granma              | Bayamo                 | José Luis Rodríguez García             |                     |                          |                                         |
| Granma              | Bayamo                 | José Reinaldo Fernández Vega           |                     |                          |                                         |
| Granma              | Bayamo                 | Leonardo Ramón Andollo Valdés          |                     |                          |                                         |
| Granma              | Yara                   | Elionides Labrada Rodríguez            |                     |                          |                                         |
| Granma              | Yara                   | Alberto Verdecia Salas                 |                     |                          |                                         |
| Granma              | Yara                   | Leonardo Tamayo Núñez                  |                     |                          |                                         |
| Granma              | Manzanillo             | Luis Alberto Fonseca Jorge             |                     |                          |                                         |
| Granma              | Manzanillo             | Marjoris Blásquez Anache               |                     |                          |                                         |
| Granma              | Manzanillo             | Irina Domínguez Romero                 |                     |                          |                                         |
| Granma              | Manzanillo             | Iris Betancourt Téllez                 |                     |                          |                                         |
| Granma              | Manzanillo             | Lázaro Fernando Expósito Canto         |                     |                          |                                         |
| Granma              | Manzanillo             | Luis Rafael Virelles Barreda           |                     |                          |                                         |
| Granma              | Manzanillo             | Lázara Mercedes López Acea             |                     |                          |                                         |
| Granma              | Campechuela            | Abel Faustino Peña Saborit             |                     |                          |                                         |
| Granma              | Campechuela            | Cira Piñeiro Alonso                    |                     |                          |                                         |
| Granma              | Media Luna             | Carlos Arturo López Guerra             |                     |                          |                                         |
| Granma              | Media Luna             | Jesús Antonio Infante López            |                     |                          |                                         |
| Granma              | Niquero                | Vindenay Ortiz Montero                 |                     |                          |                                         |
| Granma              | Niquero                | Aniuska Rosa Licea González            |                     |                          |                                         |
| Granma              | Pilón                  | Dignora Tamayo Castillo                |                     |                          |                                         |
| Granma              | Pilón                  | Guillermo García Frías                 |                     |                          |                                         |
| Granma              | Bartolomé Masó         | Víctor Julio de la Paz Hernández       |                     |                          |                                         |
| Granma              | Bartolomé Masó         | Ángela Piña Ladrón de Guevara          |                     |                          |                                         |
| Granma              | Bartolomé Masó         | Romárico Vidal Sotomayor García        |                     |                          |                                         |
| Granma              | Buey Arriba            | Antonia Cámbara Isaac                  |                     |                          |                                         |
| Granma              | Buey Arriba            | Mario Valentín Cisnero López           |                     |                          |                                         |
| Granma              | Guisa                  | Míriam Milán Taset                     |                     |                          |                                         |
| Granma              | Guisa                  | Inés Lourdes Ferrera González          |                     |                          |                                         |
| Granma              | Guisa                  | Roberto Siro Verrier Castro            |                     |                          |                                         |
| Guantánamo          | El Salvador            | Lorna Mirás San Jorge                  |                     |                          |                                         |
| Guantánamo          | El Salvador            | Mariela Rondón Pereña                  |                     |                          |                                         |
| Guantánamo          | Guantánamo             | Dioscórides González Blanco            |                     |                          |                                         |
| Guantánamo          | Guantánamo             | Josefina Heredia Alcolea               |                     |                          |                                         |
| Guantánamo          | Guantánamo             | Vilma Beatrice Hamilton Asencio        |                     |                          |                                         |
| Guantánamo          | Guantánamo             | Octavio Leslie García Lescaille        |                     |                          |                                         |
| Guantánamo          | Guantánamo             | Yusmaikel Valier Ramírez               |                     |                          |                                         |
| Guantánamo          | Guantánamo             | Carlos Manuel Céspedes Arias           |                     |                          |                                         |
| Guantánamo          | Guantánamo             | Emma Gago Pérez                        |                     |                          |                                         |
| Guantánamo          | Guantánamo             | Luis Antonio Torres Iríbar             |                     |                          |                                         |
| Guantánamo          | Guantánamo             | Omar Cosme Noblet                      |                     |                          |                                         |
| Guantánamo          | Guantánamo             | Ismael Drullet Pérez                   |                     |                          |                                         |
| Guantánamo          | Guantánamo             | José Ramón Machado Ventura             |                     |                          |                                         |
| Guantánamo          | Guantánamo             | Gladys María Bejerano Portela          |                     |                          |                                         |
| Guantánamo          | Yateras                | Eduardo Caraballo Rojas                |                     |                          |                                         |
| Guantánamo          | Yateras                | Ramón Frómeta Ordúñez                  |                     |                          |                                         |
| Guantánamo          | Baracoa                | Felipe Ramírez Paján                   |                     |                          |                                         |
| Guantánamo          | Baracoa                | Mailer Díaz Matos                      |                     |                          |                                         |
| Guantánamo          | Baracoa                | Luis Fernando Navarro Martínez         |                     |                          |                                         |
| Guantánamo          | Baracoa                | Arnaldo Tamayo Méndez                  |                     |                          |                                         |
| Guantánamo          | Maisí                  | Jorge Luis López Leguén                |                     |                          |                                         |
| Guantánamo          | Maisí                  | María Josefa Mirás San Jorge           |                     |                          |                                         |
| Guantánamo          | Imías                  | Leovanny Ramírez Utria                 |                     |                          |                                         |
| Guantánamo          | Imías                  | Claro Orlando Almaguel Vidal           |                     |                          |                                         |
| Guantánamo          | San Antonio del Sur    | Walker Gamboa Prieto                   |                     |                          |                                         |
| Guantánamo          | San Antonio del Sur    | Misael Hernández Rodríguez             |                     |                          |                                         |
| Guantánamo          | Manuel Tames           | Leonardo Matos Romero                  |                     |                          |                                         |
| Guantánamo          | Manuel Tames           | Liaena Hernández Martínez              |                     |                          |                                         |
| Guantánamo          | Caimanera              | Osvaldo Rojo Coy                       |                     |                          |                                         |
| Guantánamo          | Caimanera              | Armando Enrique García Batista         |                     |                          |                                         |
| Guantánamo          | Niceto Pérez           | Eglis Caridad Gómez Soto               |                     |                          |                                         |
| Guantánamo          | Niceto Pérez           | Avelio Machuca Vega                    |                     |                          |                                         |
| Holguín             | Gibara                 | Miguel Ángel Sainz Serrano             |                     |                          |                                         |
| Holguín             | Gibara                 | Mercedes Xiomara Curubeco Gavilán      |                     |                          |                                         |
| Holguín             | Gibara                 | Aida Leonor Oro Lau                    |                     |                          |                                         |
| Holguín             | Gibara                 | Carlos Fernández Gondín                |                     |                          |                                         |
| Holguín             | Holguín                | Fernando Ávila Hernández               |                     |                          |                                         |
| Holguín             | Rafael Freyre          | Reinier de Jesús Garmendía Zaldívar    |                     |                          |                                         |
| Holguín             | Rafael Freyre          | Rubén Martínez Puente                  |                     |                          |                                         |
| Holguín             | Rafael Freyre          | Susana Virgen Caballero Pupo           |                     |                          |                                         |
| Holguín             | Banes                  | Narno Licerio Verdecia Betancourt      |                     |                          |                                         |
| Holguín             | Banes                  | Roberto Peña Concepción                |                     |                          |                                         |
| Holguín             | Banes                  | Julio Méndez Rivero                    |                     |                          |                                         |
| Holguín             | Banes                  | Jorge Luis Guerrero Almaguer           |                     |                          |                                         |
| Holguín             | Antilla                | Ramón Hechavarría Sánchez              |                     |                          |                                         |
| Holguín             | Antilla                | Jorge Berrío Sánchez                   |                     |                          |                                         |
| Holguín             | Báguano                | Rosell González Pérez                  |                     |                          |                                         |
| Holguín             | Báguano                | Luis Clodovaldo Velázquez Pérez        |                     |                          |                                         |
| Holguín             | Báguano                | Fernando Humberto Arrojas Cowley       |                     |                          |                                         |
| Holguín             | Holguín                | Vitaliano González Reyes               |                     |                          |                                         |
| Holguín             | Holguín                | Rubiseida Díaz González                |                     |                          |                                         |
| Holguín             | Holguín                | Gisela García Gómez                    |                     |                          |                                         |
| Holguín             | Holguín                | Jorge Alberto Leyva Pérez              |                     |                          |                                         |
| Holguín             | Holguín                | Alejandro Martín Moro                  |                     |                          |                                         |
| Holguín             | Holguín                | Marbelis Virgen Proenza Rojas          |                     |                          |                                         |
| Holguín             | Holguín                | María Lidia Frómeta Serrano            |                     |                          |                                         |
| Holguín             | Holguín                | Miguel Mario Díaz-Canel Bermúdez       |                     |                          |                                         |
| Holguín             | Holguín                | Francisco Batista Herrera              |                     |                          |                                         |
| Holguín             | Holguín                | Beatriz Rodríguez Carballosa           |                     |                          |                                         |
| Holguín             | Holguín                | Pura Concepción Avilés Cruz            |                     |                          |                                         |
| Holguín             | Holguín                | Ramón Espinosa Martín                  |                     |                          |                                         |
| Holguín             | Holguín                | Georgina Barreiro Fajardo              |                     |                          |                                         |
| Holguín             | Holguín                | Walter José Santana Haber              |                     |                          |                                         |

- Datos: Q5671630